# Велоспорт на літніх Олімпійських іграх 2012 — спринт (жінки)
Змагання у спринті з велоспорту серед жінок на літніх Олімпійських іграх 2016 пройшли з 5-го по 7-те серпня в Лондонському велопарку. Анна Мірс із Австралії виграла золоту медаль,  Вікторія Пендлтон з Великої Британії - срібну, Гуо Шуан з Китаю - бронзову.

## Формат змагань
У кваліфікації відбувався посів за кращим часом. Далі спортсменки змагалися за олімпійською системою. У кожному поєдинку двоє велогонщиць змагалися одна проти одної до двох перемог у трьох заїздах. Кожен заїзд складався з трьох кіл. Спортсменки стартували пліч о пліч.

## Розклад змагань
Вказано Британський літній час
| Дата                    | Час           | Раунд                 |
| ----------------------- | ------------- | --------------------- |
| Неділя 5 серпня 2012    | 11:00 і 16:00 | Кваліфікація / Заїзди |
| Понеділок 6 серпня 2012 | 16:45         | Чвертьфінали          |
| Вівторок 7 серпня 2012  | 16:00 17:25   | Півфінали Фінал       |

## Результати

### Кваліфікація
| Місце | Спортсменка       | Країна                | Час       | Сер. швидк. (км/год) |
| ----- | ----------------- | --------------------- | --------- | -------------------- |
| 1     | Вікторія Пендлтон | Велика Британія (GBR) | 10.724 OR | 67.139               |
| 2     | Анна Мірс         | Австралія (AUS)       | 10.805    | 66.635               |
| 3     | Гуо Шуан          | Китай (CHN)           | 11.020    | 65.335               |
| 4     | Крістіна Фоґель   | Німеччина (GER)       | 11.027    | 65.294               |
| 5     | Ольга Панаріна    | Білорусь (BLR)        | 11.080    | 64.981               |
| 6     | Лісандра Ґуерра   | Куба (CUB)            | 11.109    | 64.812               |
| 7     | Лі Хвейші         | Гонконг (HKG)         | 11.203    | 64.268               |
| 8     | Сімона Крупекайте | Литва (LTU)           | 11.234    | 64.091               |
| 9     | Наташа Хансен     | Нова Зеландія (NZL)   | 11.241    | 64.051               |
| 10    | Любов Шуліка      | Україна (UKR)         | 11.319    | 63.609               |
| 11    | Віллі Каніс       | Нідерланди (NED)      | 11.322    | 63.593               |
| 12    | Монік Салліван    | Канада (CAN)          | 11.347    | 63.593               |
| 13    | Хуліана Гавірія   | Колумбія (COL)        | 11.376    | 63.291               |
| 14    | Лі Хвейші         | Південна Корея (KOR)  | 11.405    | 63.130               |
| 15    | Віржині Куефф     | Франція (FRA)         | 11.439    | 62.942               |
| 16    | Даніела Ларреаль  | Венесуела (VEN)       | 11.569    | 62.235               |
| 17    | Кайоно Маеда      | Японія (JPN)          | 11.600    | 62.068               |
| 18    | Катерина Гніденко | Росія (RUS)           | DSQ       | DSQ                  |

### Перший раунд
| Ім'я              | Країна                | Час    | Сер. швидк. (км/год) |
| ----------------- | --------------------- | ------ | -------------------- |
| Вікторія Пендлтон | Велика Британія (GBR) | 11.775 | 61.146               |
| Катерина Гніденко | Росія (RUS)           |        |                      |

| Ім'я             | Країна          | Час    | Сер. швидк. (км/год) |
| ---------------- | --------------- | ------ | -------------------- |
| Гуо Шуан         | Китай (CHN)     | 11.371 | 63.318               |
| Даніела Ларреаль | Венесуела (VEN) |        |                      |

| Ім'я           | Країна               | Час    | Сер. швидк. (км/год) |
| -------------- | -------------------- | ------ | -------------------- |
| Ольга Панаріна | Білорусь (BLR)       | 11.608 | 62.026               |
| Лі Хвейші      | Південна Корея (KOR) |        |                      |

| Ім'я           | Країна        | Час    | Сер. швидк. (км/год) |
| -------------- | ------------- | ------ | -------------------- |
| Лі Хвейші      | Гонконг (HKG) | 11.300 | 63.716               |
| Монік Салліван | Канада (CAN)  |        |                      |

| Ім'я          | Країна              | Час    | Сер. швидк. (км/год) |
| ------------- | ------------------- | ------ | -------------------- |
| Наташа Хансен | Нова Зеландія (NZL) |        |                      |
| Любов Шуліка  | Україна (UKR)       | 11.808 | 60.975               |

| Ім'я         | Країна          | Час    | Сер. швидк. (км/год) |
| ------------ | --------------- | ------ | -------------------- |
| Анна Мірс    | Австралія (AUS) | 11.800 | 61.016               |
| Кайоно Маеда | Японія (JPN)    |        |                      |

| Ім'я            | Країна          | Час    | Сер. швидк. (км/год) |
| --------------- | --------------- | ------ | -------------------- |
| Крістіна Фоґель | Німеччина (GER) | 11.605 | 62.042               |
| Віржині Куефф   | Франція (FRA)   |        |                      |

| Ім'я            | Країна         | Час    | Сер. швидк. (км/год) |
| --------------- | -------------- | ------ | -------------------- |
| Лісандра Ґуерра | Куба (CUB)     | 11.390 | 63.213               |
| Хуліана Гавірія | Колумбія (COL) |        |                      |

| Ім'я              | Країна           | Час    | Сер. швидк. (км/год) |
| ----------------- | ---------------- | ------ | -------------------- |
| Сімона Крупекайте | Литва (LTU)      | 11.528 | 62.456               |
| Віллі Каніс       | Нідерланди (NED) |        |                      |

### Додатковий раунд
| Ім'я              | Країна              | Час    | Сер. швидк. (км/год) |
| ----------------- | ------------------- | ------ | -------------------- |
| Наташа Хансен     | Нова Зеландія (NZL) | 11.882 | 60.595               |
| Хуліана Гавірія   | Колумбія (COL)      |        |                      |
| Катерина Гніденко | Росія (RUS)         |        |                      |

| Ім'я           | Країна               | Час    | Сер. швидк. (км/год) |
| -------------- | -------------------- | ------ | -------------------- |
| Монік Салліван | Канада (CAN)         | 11.572 | 62.219               |
| Лі Хвейші      | Південна Корея (KOR) |        |                      |
| Кайоно Маеда   | Японія (JPN)         |        |                      |

| Ім'я             | Країна           | Час    | Сер. швидк. (км/год) |
| ---------------- | ---------------- | ------ | -------------------- |
| Віллі Каніс      | Нідерланди (NED) | 11.643 | 61.839               |
| Віржині Куефф    | Франція (FRA)    |        |                      |
| Даніела Ларреаль | Венесуела (VEN)  |        |                      |

### Другий раунд
| Ім'я              | Країна                | Час    | Сер. швидк. (км/год) |
| ----------------- | --------------------- | ------ | -------------------- |
| Вікторія Пендлтон | Велика Британія (GBR) | 11.840 | 60.810               |
| Віллі Каніс       | Нідерланди (NED)      |        |                      |

| Ім'я          | Країна              | Час    | Сер. швидк. (км/год) |
| ------------- | ------------------- | ------ | -------------------- |
| Гуо Шуан      | Китай (CHN)         | 11.431 | 62.986               |
| Наташа Хансен | Нова Зеландія (NZL) |        |                      |

| Ім'я              | Країна         | Час    | Сер. швидк. (км/год) |
| ----------------- | -------------- | ------ | -------------------- |
| Ольга Панаріна    | Білорусь (BLR) |        |                      |
| Сімона Крупекайте | Литва (LTU)    | 11.486 | 62.685               |

| Ім'я           | Країна          | Час    | Сер. швидк. (км/год) |
| -------------- | --------------- | ------ | -------------------- |
| Анна Мірс      | Австралія (AUS) | 11.566 | 62.251               |
| Монік Салліван | Канада (CAN)    |        |                      |

| Ім'я            | Країна          | Час    | Сер. швидк. (км/год) |
| --------------- | --------------- | ------ | -------------------- |
| Крістіна Фоґель | Німеччина (GER) | 11.547 | 62.353               |
| Любов Шуліка    | Україна (UKR)   |        |                      |

| Ім'я            | Країна        | Час    | Сер. швидк. (км/год) |
| --------------- | ------------- | ------ | -------------------- |
| Лісандра Ґуерра | Куба (CUB)    | 11.485 | 62.690               |
| Лі Хвейші       | Гонконг (HKG) |        |                      |

### Додатковий раунд
| Ім'я         | Країна           | Час    | Сер. швидк. (км/год) |
| ------------ | ---------------- | ------ | -------------------- |
| Віллі Каніс  | Нідерланди (NED) |        |                      |
| Любов Шуліка | Україна (UKR)    | 11.461 | 62.821               |
| Лі Хвейші    | Гонконг (HKG)    |        |                      |

| Ім'я           | Країна              | Час    | Сер. швидк. (км/год) |
| -------------- | ------------------- | ------ | -------------------- |
| Монік Салліван | Канада (CAN)        |        |                      |
| Наташа Хансен  | Нова Зеландія (NZL) |        |                      |
| Ольга Панаріна | Білорусь (BLR)      | 11.443 | 62.920               |

### Гонка за дев'яте місце
| Ім'я           | Країна              | Час    | Сер. швидк. (км/год) | Місце |
| -------------- | ------------------- | ------ | -------------------- | ----- |
| Віллі Каніс    | Нідерланди (NED)    | 11.852 | 60.749               | 9     |
| Лі Хвейші      | Гонконг (HKG)       |        |                      | 10    |
| Монік Салліван | Канада (CAN)        |        |                      | 11    |
| Наташа Хансен  | Нова Зеландія (NZL) |        |                      | 12    |

### Чвертьфінали
| Ім'я              | Країна                | Час (заїзд 1) | Час (заїзд 2) |
| ----------------- | --------------------- | ------------- | ------------- |
| Вікторія Пендлтон | Велика Британія (GBR) | 11.226        | 11.339        |
| Ольга Панаріна    | Білорусь (BLR)        |               |               |

| Ім'я            | Країна      | Час (заїзд 1) | Час (заїзд 2) | Час (заїзд 3) |
| --------------- | ----------- | ------------- | ------------- | ------------- |
| Гуо Шуан        | Китай (CHN) |               | 11.283        | 11.337        |
| Лісандра Ґуерра | Куба (CUB)  | 11.536        |               |               |

| Ім'я         | Країна          | Час (заїзд 1) | Час (заїзд 2) |
| ------------ | --------------- | ------------- | ------------- |
| Анна Мірс    | Австралія (AUS) | 11.465        | 11.573        |
| Любов Шуліка | Україна (UKR)   |               |               |

| Ім'я              | Країна          | Час (заїзд 1) | Час (заїзд 2) |
| ----------------- | --------------- | ------------- | ------------- |
| Крістіна Фоґель   | Німеччина (GER) | 11.541        | 11.568        |
| Сімона Крупекайте | Литва (LTU)     |               |               |

### Гонка за п'яте місце
| Ім'я              | Країна         | Час    | Сер. швидк. (км/год) | Місце |
| ----------------- | -------------- | ------ | -------------------- | ----- |
| Сімона Крупекайте | Литва (LTU)    | 11.812 | 60.954               | 5     |
| Лісандра Ґуерра   | Куба (CUB)     |        |                      | 6     |
| Любов Шуліка      | Україна (UKR)  |        |                      | 7     |
| Ольга Панаріна    | Білорусь (BLR) |        |                      | 8     |

### Півфінали
| Ім'я              | Країна                | Час (заїзд 1) | Час (заїзд 2) |
| ----------------- | --------------------- | ------------- | ------------- |
| Вікторія Пендлтон | Велика Британія (GBR) | 11.481        | 11.538        |
| Крістіна Фоґель   | Німеччина (GER)       |               |               |

| Ім'я      | Країна          | Час (заїзд 1) | Час (заїзд 2) |
| --------- | --------------- | ------------- | ------------- |
| Анна Мірс | Австралія (AUS) | 11.683        | 11.284        |
| Гуо Шуан  | Китай (CHN)     |               |               |

### Фінали
Гонка за бронзову медаль
| Ім'я            | Країна          | Час (заїзд 1) | Час (заїзд 2) | Місце |
| --------------- | --------------- | ------------- | ------------- | ----- |
| Крістіна Фоґель | Німеччина (GER) |               |               | 4     |
| Гуо Шуан        | Китай (CHN)     | 11.532        | 11.591        | 3     |

Гонка за золоту медаль
| Ім'я              | Країна                | Час (заїзд 1) | Час (заїзд 2) | Місце |
| ----------------- | --------------------- | ------------- | ------------- | ----- |
| Вікторія Пендлтон | Велика Британія (GBR) | REL           |               | 2     |
| Анна Мірс         | Австралія (AUS)       | 11.218        | 11.348        | 1     |